# Brabançonne
"La Brabançonne" (tiếng Việt: Bài ca Xứ Brabant) là quốc ca của Vương quốc Bỉ. Tên bài hát chỉ Công quốc Brabant - vùng đất chư hầu của Đế quốc La Mã Thần Thánh mà phần lớn lãnh thổ ngày nay thuộc Bỉ.
Bài hát được viết năm 1830 trong Cách mạng Bỉ, bởi một nhà cách mạng tên Alexandre Dechet, với bút danh Jenneval. Cũng trong năm này, một phiên bản khác được viết bởi Constantin Rodenbach. François van Campenhout đã phổ nhạc cho bài hát trong năm này. Năm 1860, Charles Rogier viết một phiên bản lời khác. Lúc này, bài hát được chọn làm quốc ca. Năm 1921, lời của Rogier được dùng làm phiên bản chính thức. 
Bài hát còn có phiên bản tiếng Hà Lan (De Brabançonne) và tiếng Đức (Die Brabançonne).

## Lời

### Lờitiếng Pháp
Noble Belgique, ô mère chérie,
À toi nos cœurs, à toi nos bras,
À toi notre sang, ô Patrie !
Nous le jurons tous, tu vivras !
Tu vivras toujours grande et belle
Et ton invincible unité
𝄆 Aura pour devise immortelle :
Le Roi, la Loi, la Liberté ! 𝄇
𝄆 Le Roi, la Loi, la Liberté ! 𝄇

### Lờitiếng Hà Lan
O dierbaar België, O heilig land der Vaad'ren,
Onze ziel en ons hart zijn u gewijd.
Aanvaard ons kracht en het bloed van onze ad'ren,
Wees ons doel in arbeid en in strijd.
Bloei, o land, in eendracht niet te breken;
Wees immer uzelf en ongeknecht,
𝄆 Het woord getrouw, dat g' onbevreesd moogt spreken,
Voor Vorst, voor Vrijheid en voor Recht! 𝄇
𝄆 Voor Vorst, voor Vrijheid en voor Recht! 𝄇

### Lờitiếng Đức
O liebes Land, o Belgiens Erde,
Dir unser Herz, Dir unsere Hand,
Dir unser Blut, o Heimaterde,
wir schwören's Dir, o Vaterland!
So blühe froh in voller Schöne,
zu der die Freiheit Dich erzog,
𝄆 und fortan singen Deine Söhne:
Gesetz und König und die Freiheit hoch! 𝄇
𝄆 Gesetz und König und die Freiheit hoch! 𝄇

### Phiên bản tam ngữ
O dierbaar België, O heilig land der Vaad'ren,
Onze ziel en ons hart zijn u gewijd.
À toi notre sang, ô Patrie !
Nous le jurons tous, tu vivras !
So blühe froh in voller Schöne,
zu der die Freiheit Dich erzog,
und fortan singen Deine Söhne:
Le Roi, la Loi, la Liberté !
Het woord getrouw, dat g' onbevreesd moogt spreken,
Voor Vorst, voor Vrijheid en voor Recht!
Gesetz und König und die Freiheit hoch!
Le Roi, la Loi, la Liberté !

## Dịch sang tiếng Việt

### Dịch từ lời tiếng Pháp
Nước Bỉ vĩ đại là người mẹ kính yêu,
Chúng con hiến dâng cho Người trái tim và cánh tay mình,
Chúng con hiến dâng cho Người cả máu của mình!
Chúng con thề, Người sẽ sống mãi!
Người sẽ sống mãi trong sự vĩ đại và đẹp đẽ
Và sự thống nhất bất khả xâm phạm
𝄆 Như câu khẩu hiệu bất hủ này:
Đức vua, Pháp luật, Tự do! 𝄆
𝄆 Đức vua, Pháp luật, Tự do! 𝄆

### Dịch từ lời tiếng Hà Lan
Ôi nước Bỉ mến yêu, vùng đất thiêng liêng của cha ông,
Tâm hồn và trái tim của chúng con đều hướng về Người.
Hãy nhận lấy sức mạnh và dòng máu chảy trong tĩnh mạch chúng con,
Người là động lực cho sự lao động và chiến đấu.
Sự thịnh vượng sẽ tồn tại trên đất nước này trong sự thống nhất bất khả xâm phạm;
Sẽ mãi là của Người và Người sẽ không thể làm nô lệ nữa,
𝄆 Hãy trung thành với khẩu hiệu dũng cảm của Người,
Vì Đức vua, vì Pháp luật, vì Tự do! 𝄆
𝄆 Vì Đức vua, vì Pháp luật, vì Tự do! 𝄆

### Dịch từ lời tiếng Đức
Ôi đất nước thân yêu, ôi vùng đất Bỉ;
Chúng con cống hiến trái tim và bàn tay mình cho Người,
Chúng con cống hiến cả máu cho Người, quê cha đất tổ!
Hãy nở những đoá hoa hạnh phúc trong vẻ đẹp tràn đầy,
Những gì tự do đã dành tặng Người,
𝄆 Và những đứa con của Người từ rày trở đi sẽ cùng nhau hát vang:
Đức vua và Pháp luật và Tự do muôn năm! 𝄆
𝄆 Đức vua và Pháp luật và Tự do muôn năm! 𝄆

### Dịch từ bản tam ngữ
Nước Bỉ vĩ đại là người mẹ kính yêu,
Chúng con hiến dâng cho Người trái tim và cánh tay mình,
Hãy nhận lấy sức mạnh và dòng máu chảy trong tĩnh mạch chúng con,
Người là động lực cho sự lao động và chiến đấu.
Hãy nở những đoá hoa hạnh phúc trong vẻ đẹp tràn đầy,
Những gì tự do đã dành tặng Người,
Và những đứa con của Người từ rày trở đi sẽ cùng nhau hát vang:
Đức vua, Pháp luật, Tự do! 
Hãy trung thành với khẩu hiệu dũng cảm của Người,
Vì Đức vua, vì Pháp luật, vì Tự do!
Đức vua và Pháp luật và Tự do muôn năm!
Đức vua, Pháp luật, Tự do! 